# フレデリック・クームス
フレデリック・クームス (英語: Frederick Coombs　生年不詳 - 1874年)は、19世紀に自らをアメリカ初代大統領ジョージ・ワシントンと称した人物。ウィリー・クームス（英語: Willie Coombs）、ジョージ・ワシントン2世 (英語:George Washington II)、フレディ・クームス教授 (英語:Professor Freddy Coombs)とも呼ばれる。サンフランシスコに居住し、彼の行動は地元紙で報じられていたが、同時期に同地で「合衆国皇帝にしてメキシコの保護者」を名乗っていたジョシュア・ノートンとの確執の末、故郷のニューヨークに戻った。

## 前半生

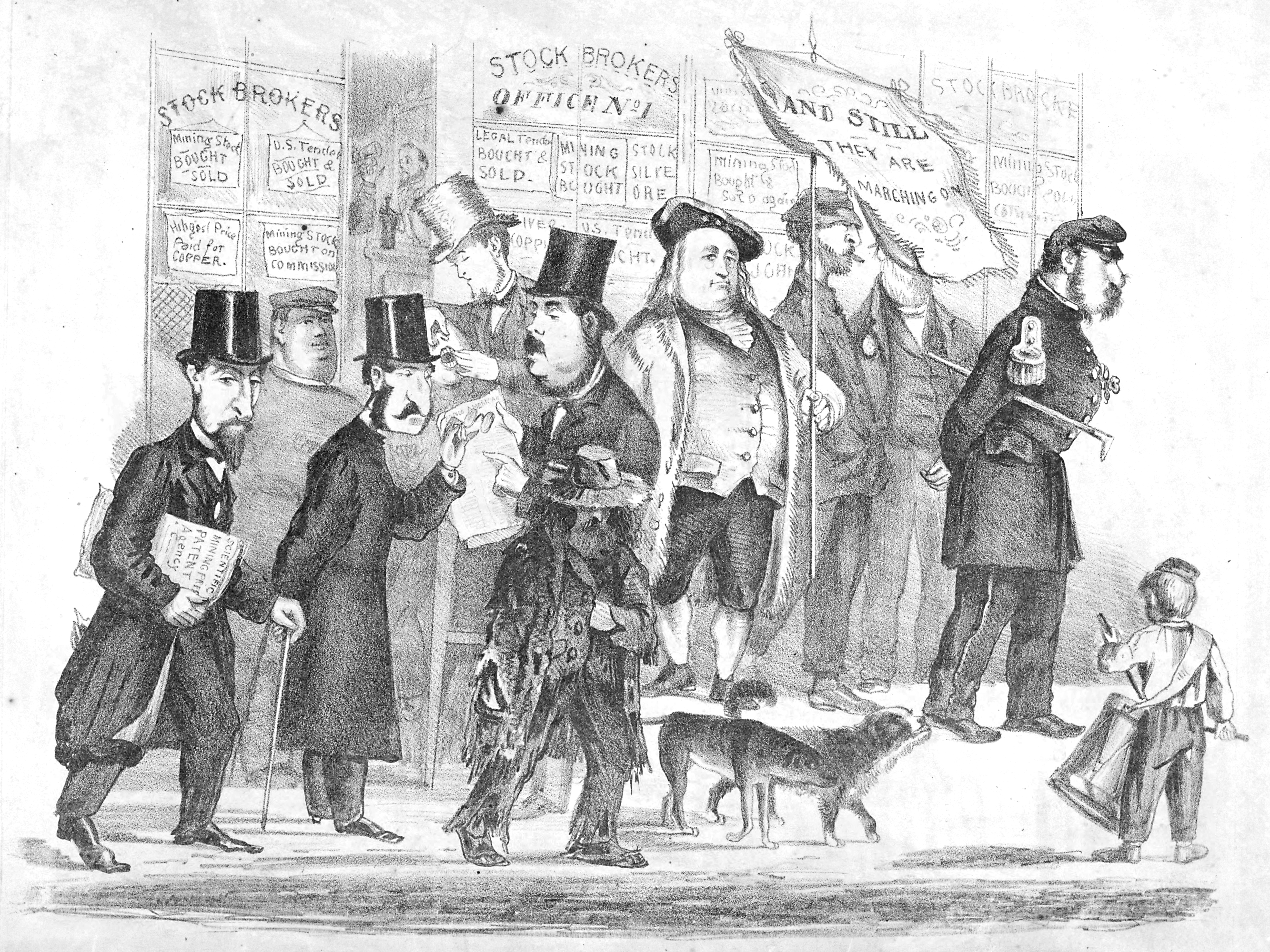
『モントゴメリー通りの行進』 中央の旗を持った男性がクームス。

クームスの前半生で判明していることは少ない。彼はニューヨークで生まれ骨相学者となったらしいが、同時に彼は銀板写真家や発明家、そしておそらく結婚斡旋人としても成功した。1830年代に巨人と小人をつれて骨相学ツアーを行い、1841年に『Popular Phrenology』と題した著作も出版している。この本の序章では、ジョージ・ワシントンの頭蓋骨を分析し称賛している。また鉄道や電気機関車にも興味を示し、若干の成功を収めた。1848年にイングランドに赴いてエンジンを売り込み、ロシアへ輸出する提案を受けている。クームスはこの前後5年間をイングランドで過ごした後、アメリカに帰国した。

## サンフランシスコでの活動
クームスは1850年代の西海岸で写真家として活躍した。1863年より前の時点でサンフランシスコに現れた彼はジョージ・ワシントンを名乗り始め、骨相学ビジネスを社交界にも展開し人気を博した。普段彼は「フレディ・クームス教授」として知られ、また他者からもジョージ・ワシントンに似ているという評が多数挙げられた。次第にクームスは自身がかつての大統領その人であることを確信するようになり、それらしい出で立ちをするようになった。
クームスは大陸軍のなめした鹿革の制服を着て、マーティン・ホートンサルーンに拠点を置いた。ここで彼は「アメリカ独立戦争」を指揮するための戦略を研究したとされる。また彼はある冬の間、友人の説得でバレーフォージの戦いが終結したことに納得がいくまで自ら食を制限して飢えと戦った。またこのオフィスから、クームスは大統領として議会に数々の「布告」を送った。これはジョシュア・ノートンが多数の「勅令」を発したのに類似している。
日中は髪粉をつけたかつらを付け、三角帽をかぶり、「偉大な結婚志願者」と書いた旗を持ってモントゴメリー通りにいるのが常であった。ジョージ・ワシントン2世、ノートン1世、野良犬のバマーとラザルスといった面々は、サンフランシスコの新聞を賑わせる存在となった。彼らはエドワード・ジャンプの2つの風刺画にそろって登場している。『モントゴメリー通りの行進』 ではクームスは絵の中央で「And Still They Go Marching On」と書かれた旗を持っている。一方『ラザルスの葬儀』では、教皇の姿で儀式を行うノートン1世の隣で墓穴を掘る人物として描かれている。

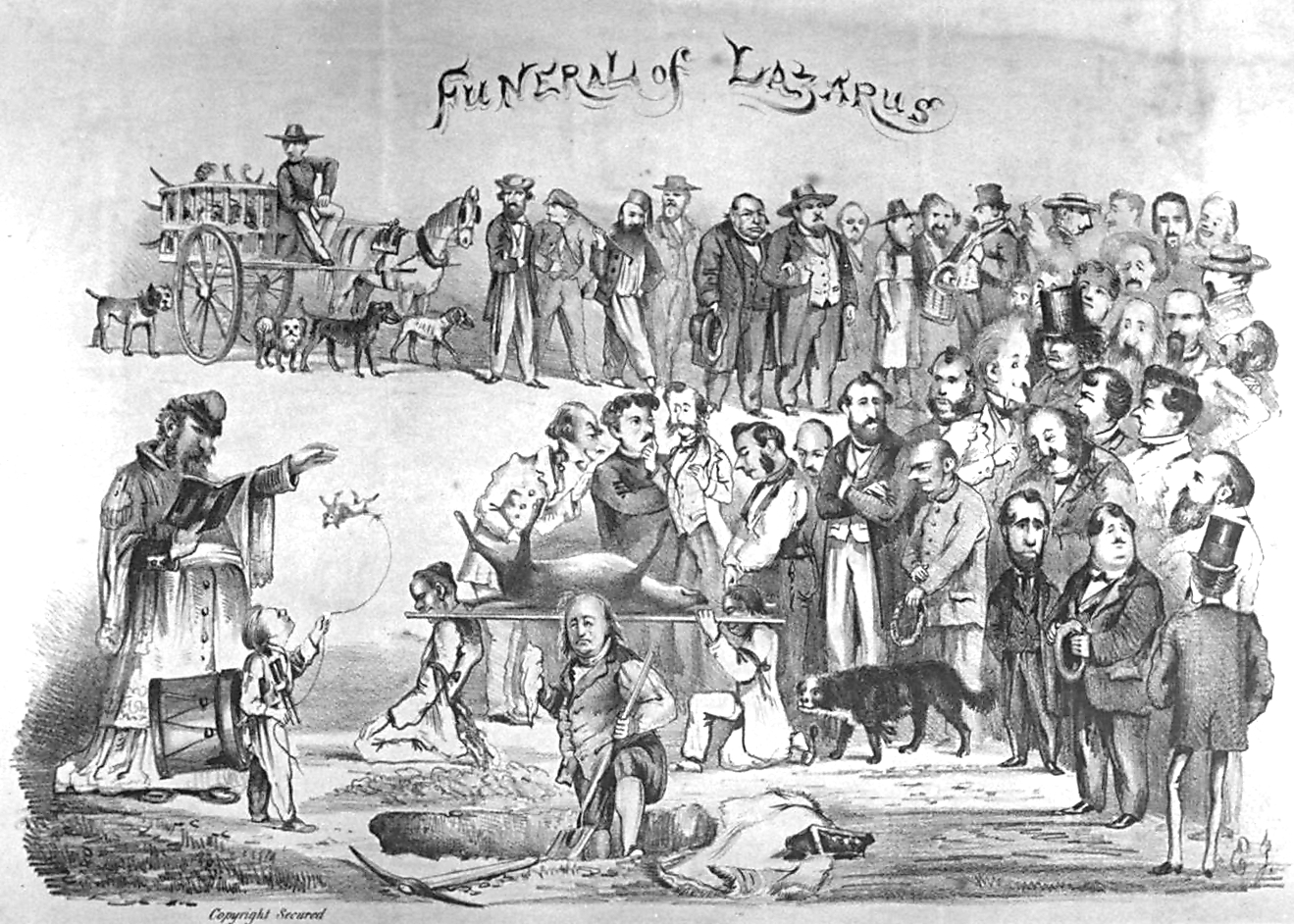
『ラザルスの葬儀』 クームスは中央下方で墓穴を掘っている。

クームスは低身長で髪が薄く太った人物で、尊大で虚栄心が強く、それでいて自身では女性に人気があると思っていた。そのうえで彼は、この女性人気がジョシュア・ノートンとの諍いの発端であると信じていた。ノートンはモントゴメリー通りにあったクームスのポスターを無断で撤去し、クームスはこれを警察に訴えた。しかし犯罪に当たらないということで相手にされなかったためクームスは民事訴訟を企て、その資金集めのためにアルタ・カリフォルニア紙にインタビュー記事を提供した。この記事の中で、ノートンがそのような挙に出た理由を問われたクームスは「私は私への女性人気を嫉妬されているのだ」と述べ、この記事は数日間サンフランシスコ市民の話題をさらった。アルタ・カリフォルニア紙はこの記事に添えて、クームスとノートンをあざけり、クームスの目には「狂気の光」が見えたという評を載せていた。2人はそれぞれ自身が正気であると信じていたため記事の撤回を要求し、またノートンは警察の長官に対し以下のような命令を出した。

## ニューヨークでの余生
この事件の直後、クームスはサンフランシスコを離れニューヨークに移った。1868年、マーク・トウェインがクームスを発見したが、彼はいまだに自分がジョージ・ワシントンであることや女性を魅了しているということを信じており、人々を楽しませるために街角で脚を露出していた。トウェインによれば、クームスはニューヨーク、フィラデルフィア、ボルチモアをまわりつつ、ベンジャミン・フランクリンの墓を訪れる自身の写真を25セントで売っていたという。ウィリアム・ペンの邸宅が解体されることになった時、クームスはこれを自分に与えるよう議会に求めている。これがうまくいかないとなると、今度は要求対象をワシントン記念塔に変えた。
1874年、クームスはニューヨークで死去した。